# Constantin Hangerli
Constantin Hangerli (n. 1760, Constantinopol, Imperiul Otoman – d. 18 februarie 1799, București, Țara Românească) a fost un domn al Țării Românești între noiembrie 1797 - ianuarie 1799.

## Biografie
A fost primul domn din această familie (al doilea a fost Alexandru Hangerli, viitor efemer domn al Moldovei), și a domnit în Țara Românească, numit special de turci pentru o situație delicată, turcii având pe atunci mari probleme cu bandele lui Pazvantoglu, care jefuiau întreaga regiune a Dunării din Bulgaria și Țara Românească și deși turcii (care mai avură asemenea situații), încercară un compromis cu puternicele forțe ale bandiților înarmați, momindu-l pe Pasvantoglu cu onoarea de pașă de Vidin, iar pe oamenii săi cu iertarea și încorporarea în armata otomană, dar fără succes însă, astfel că acesta devenind și mai puternic și mai agresiv și ajungând să amenințe atât Bucureștiul, cât și Istanbulul.
În acest scop, Poarta organizează o mare armată de represalii de vreo sută de mii de oșteni, conduși de capudan-pașa Cuciuc Hussein, care trebuiau aprovizionați cu cele necesare, iar pentru a garanta aprovizionarea sigură a acestora cu alimente furaje și cai mazilește pe fostul domn socotit slab pentru o asemenea misiune grea și numește în loc pe Constantin Hangerli.
Constantin Hangerli și-a început domnia prin măsuri dure de colectare a proviziilor pentru trupele otomane anti-Pazvantoglu și apoi prin inventarea suplimentară a nenumărate dări, pentru propria căpătuire, ca de pildă „văcăritul”, dare desființată de predecesorul său Constantin Mavrocordat și blestemată chiar de Grigore al V-lea al Constantinopolului.
Faptele sale au condus la mari tulburări în țară și revolte prin sate, la care s-a adăugat situația dezastruoasă ca urmare a punerii pe fugă a uriașei armate de o sută de mii de oșteni ai turcilor, de către cei opt mii de oameni ai vestitelor bande ale lui Pazvantoglu.
Această situație îl determină pe sultan să hotărască mazilirea domnului de la București, inclusiv sentința de condamnare, astfel că trimise, către finele anului 1799, capugiul însoțit de un călău, să-i ia capul. Sentința a fost îndeplinită, iar trupul decapitat a fost înmormântat în Biserica Sfântul Spiridon Nou din București, iar capul a fost depus la porta seraiului din Istanbul pentru luare aminte.